# Angel (säsong 1)
Första säsongen av tv-serien Angel sändes 1999 och år 2000.

## Resumé
Angel lämnar Buffy Summers och Sunnydale och bosätter sig helt ensam i en lägenhet i Los Angeles. 
Han träffar en gammal "bekant" från Sunnydale på en kändisfest i Los Angeles; det är Sunnydale High Schools populäraste prinsessa: Cordelia Chase, som kommit till LA med stora förväntningar om att få bli skådespelerska.
Cordelia lyckas inte särskilt bra med sin karriär, så hon startar en detektivbyrå tillsammans med Angel och hans polare Doyle. Doyle vet alltid när någon är i fara, eftersom han får visioner, syner i huvudet som visar om någon är i fara. Angel beger sig då för att rädda personerna. 
Men en dag får det ett fall som bara har en lösning: Någon måste offra sig för att rädda flera liv! Doyle kysser Cordelia och sedan offrar han sig. Cordelia och Angel är väldigt sorgsna över detta. En dag får Cordy (Cordelia) en uppenbarelse. Angel och Cordelia förstår att Doyles kyss övergav synerna till Cordelia. Nu får i stället Cordy hjälpa Angel. 
Efter ett tag kommer demonjägaren Wesley till LA. Han bekantar sig med Angel och Cordy. Snart är de alla tre ett gäng.

## Avsnittsförteckning
| Nr i serien | Nr i säsongen | Titel                        | Regissör         | Manus                            | Originalvisning  |
| --- | ------------- | ---------------------------- | ---------------- | -------------------------------- | ---------------- |
| 1 | 101           | "City of"                    | Joss Whedon      | Joss Whedon David Greenwalt      | 5 oktober 1999   |
| Vampyren Angel, som genom en förbannelse har fått tillbaka sin själ och därmed ett samvete, flyttar till Los Angeles för att försöka gottgöra allt ont han gjort genom århundradena. Halvdemonen Doyle dyker upp, på uppdrag av The Powers That Be, för att hjälpa Angel att behålla sin mänsklighet och samtidigt gottgöra sina tidigare synder. Doyle får, genom sin koppling till The Powers that Be, varsel om människor i fara och sänder därpå iväg Angel för att rädda dem. Första uppdraget handlar om en kvinna vid namn Tina, som förföljs av en mäktig vampyr som främst jagar blivande skådespelare. Dess nästa tilltänkta offer är en bekant från Sunnydale - Cordelia. Angel, Doyle och Cordelia slår sig ihop för att bekämpa onda varelser och "hjälpa de hjälplösa". Innan avsnittet är slut har de hunnit skaffa sig mäktiga fiender i demonernas advokatbyrå Wolfram and Hart. |               |                              |                  |                                  |                  |
| 2 | 102           | "Lonely Hearts"              | James Contner    | David Fury                       | 12 oktober 1999  |
| En seriemördare härjar bland singlar som frekventerar nattklubben D'Oblique. Doyles varsel leder Angel Investigations till baren, för att försöka stoppa mördaren. I vimlet träffar Angel en kvinna, Kate Lockely, som han distraheras av. Han och de övriga missar därför att en annan kvinna lockas från baren, en kvinna som senare återfinns död. Undersökningen fortsätter och de förstår så småningom att mördaren är en maskliknande demon som lever genom att inta en varelses kropp, genast söka en annan bättre värdkropp och i bytet döda den förra värden. När de får upp ett spår efter demonen söker Angel upp dess vistelseort för att försöka förhindra nästa mord, men kommer för sent. Angel försöker besegra demonen men misslyckas, varpå demonen sticker iväg. Kate Lockely anländer kort därefter och drar slutsatsen att det är Angel som är mördaren. Hon presenterar sig som polis varpå även Angel sticker sin kos. Cordelia och Doyle studerar under tiden domonologi och får på så vis reda på att den typ av demon de bekämpar endast kan förgöras av eld. Med denna kunskap kontaktar Angel Kate. De stämmer träff på nattklubben men när Kate kommer dit blir hon överfallen av bartendern som är den senaste värden för demonen. Angel anländer och lyckas nu besegra demonen genom att bränna upp den, och bevisar därmed sin oskuld. |               |                              |                  |                                  |                  |
| 3 | 103           | "In the Dark"                | Bruce Seth Green | Douglas Petrie                   | 19 oktober 1999  |
| Oz besöker Los Angeles med en present till Angel från Buffy. Det är Juvelen av Amarra, en ring som har varit en vampyrmyt i årtusenden. När en vampyr har på sig den är den immun mot pilbågar och träpålar, och kan till och med gå ute i dagsljuset. Det tar inte lång tid förrän Spike kommer till staden i jakt på ringen. Han har föresatt sig att inte resa därifrån förrän han har fått tag på ringen. Han får dock aldrig tag på den eftersom Angel förstör den. |               |                              |                  |                                  |                  |
| 4 | 104           | "I Fall to Pieces"           | Vern Gillum      | Joss Whedon David Greenwalt      | 26 oktober 1999  |
| När Cordielia och Angel fortsätter att gräla om de ska ta betalt av sina klienter, får Doyle en vision av en kvinna i fara. Angel besöker hennes arbetsplats och får då reda på att kvinnan blir terroriserad av personer som på något vis kan se varje steg hon tar. |               |                              |                  |                                  |                  |
| 5 | 105           | "Rm w/a Vu"                  | Scott McGinnis   | David Greenwalt Jane Espenson    | 2 november 1999  |
| När Cordelia bestämmer sig för att hon inte kan ha kackerlackor i sin lägenhet en enda dag till, erbjuder Doyle henne att hjälpa till med att hitta en ny lägenhet. Så småningom hittar han en vacker lägenhet som hon har råd med. När hon börjar höra konstiga röster och ser saker flyga runt i lägenheten måste hon bestämma sig för hur mycket den perfekta lägenheten är värd. |               |                              |                  |                                  |                  |
| 6 | 106           | "Sense and Sensitivity"      | James A. Contner | Tim Minear                       | 9 november 1999  |
| 7 | 107           | "Bachelor Party"             | David Straiton   | Tracey Stern                     | 16 november 1999 |
| 8 | 108           | "I Will Remember You"        | David Grossman   | David Greenwalt Jeannine Renshaw | 23 november 1999 |
| 9 | 109           | "Hero"                       | Tucker Gates     | Howard Gordon Tim Minear         | 30 november 1999 |
| 10 | 110           | "Parting Gifts"              | James A. Contner | David Fury Jeannine Renshaw      | 14 december 1999 |
| 11 | 111           | "Somnambulist"               | Winrich Kolbe    | Tim Minear                       | 18 januari 2000  |
| 12 | 112           | "Expecting"                  | David Semel      | Howard Gordon                    | 25 januari 2000  |
| 13 | 113           | "She"                        | David Greenwalt  | David Greenwalt Marti Noxon      | 2 februari 2000  |
| 14 | 114           | "I've Got You Under My Skin" | R.D. Price       | David Greenwalt Jeannine Renshaw | 15 februari 2000 |
| 15 | 115           | "The Prodigal"               | Bruce Seth Green | Tim Minear                       | 22 februari 2000 |
| 16 | 116           | "The Ring"                   | Nick Marck       | Howard Gordon                    | 29 februari 2000 |
| 17 | 117           | "Eternity"                   | Regis B. Kimble  | Tracey Stern                     | 4 april 2000     |
| 18 | 118           | "Five by Five"               | James A. Contner | Jim Kouf                         | 25 april 2000    |
| 19 | 119           | "Sanctuary"                  | Michael Lange    | Tim Minear Joss Whedon           | 2 maj 2000       |
| 20 | 120           | "War Zone"                   | David Straiton   | Garry Campbell                   | 9 maj 2000       |
| 21 | 121           | "Blind Date"                 | Thomas J. Wright | Jeannine Renshaw                 | 16 maj 2000      |
| 22 | 122           | "To Shanshu in L.A."         | David Greenwalt  | David Greenwalt                  | 23 maj 2000      |

## Hemvideoutgivningar
Hela säsongen utgavs på DVD i region 1 den 11 februari 2003. och i region 2 den 18 oktober 2004.